# 龍虎鬥 (1970年電影)
《龙虎斗》（英語：The Chinese Boxer）是1970年王羽自导自演的一部香港電影，影片主要雷明为师兄弟报仇的故事。

## 劇情簡介
有一个格斗家刁二在日本学成后，决定回国，并在一家武馆踢馆，虽说这个人最后被武馆师父击败了，但是其后，他为了报仇，不惜找来了日本人。
而后，这个武馆除了雷明侥幸活了下来，其余的大部分都被日本人和刁二击杀。并且在这之后，刁二和日本人狼狈为奸欺压民众。
接着，大难不死的雷明决定复仇，于是他苦练铁砂掌等武功。
随后，练成功夫的他最终击败了刁二以及和刁二合作的日本人……

## 演员表
- 王羽
- 罗烈
- 汪萍
- 赵雄
- 房勉
- 郑雷
- 陈星
- 王钟
- 董力
- 游龙
- 江玲
- 朱由高
- 曾楚霖
- 郝履仁
- 山怪
- 罗强
- 陈强
- 何柏光
- 张志平
- 金天柱
- 伍元勳
- 陈观泰
- 袁祥仁
- 黄培基
- 冯克安

## 外部連結
- 豆瓣电影上《龍虎鬥》的資料 （简体中文）
- 互联网电影数据库（IMDb）上《龍虎鬥》的资料（英文）
- 香港影庫上《龍虎鬥》的資料（繁體中文）